# Фехтування на Літній універсіаді 2013
Змагання з фехтування на XXVII Всесвітній Літній Універсіаді пройшли з 6 по 12 липня.

## Медалі

### Медальний залік
| Місце  | Країна               | Золото | Срібло | Бронза | Загалом |
| ------ | -------------------- | ------ | ------ | ------ | ------- |
| 1      | Росія (RUS)          | 6      | 1      | 4      | 11      |
| 2      | Південна Корея (KOR) | 2      | 3      | 0      | 5       |
| 3      | Франція (FRA)        | 2      | 0      | 3      | 5       |
| 4      | Китай (CHN)          | 1      | 2      | 0      | 3       |
| 5      | Україна (UKR)        | 1      | 0      | 2      | 3       |
| 6      | Італія (ITA)         | 0      | 5      | 4      | 9       |
| 7      | Казахстан (KAZ)      | 0      | 1      | 1      | 2       |
| 8      | Нідерланди (NED)     | 0      | 0      | 1      | 1       |
| 8      | Польща (POL)         | 0      | 0      | 1      | 1       |
| 8      | Румунія (ROU)        | 0      | 0      | 1      | 1       |
| 8      | Швейцарія (SUI)      | 0      | 0      | 1      | 1       |
| Всього | Всього               | 12     | 12     | 18     | 42      |

### Чоловіки
| Змагання             | Золото                                                                                   | Срібло                                                                                             | Бронза                                                                                   |
| -------------------- | ---------------------------------------------------------------------------------------- | -------------------------------------------------------------------------------------------------- | ---------------------------------------------------------------------------------------- |
| Індивідуальна шпага  | Дон Чао · Китай (CHN)                                                                    | Руслан Курбанов · Казахстан (KAZ)                                                                  | Макс Гейцер · Швейцарія (SUI)                                                            |
| Індивідуальна шпага  | Дон Чао · Китай (CHN)                                                                    | Руслан Курбанов · Казахстан (KAZ)                                                                  | Трістан Тулен · Нідерланди (NED)                                                         |
| Індивідуальна шабля  | Каміль Ібрагімов · Росія (RUS)                                                           | Луїджі Анжело Міраччо · Італія (ITA)                                                               | Массіміліано Муроло · Італія (ITA)                                                       |
| Індивідуальна шабля  | Каміль Ібрагімов · Росія (RUS)                                                           | Луїджі Анжело Міраччо · Італія (ITA)                                                               | Веніамін Решетніков · Росія (RUS)                                                        |
| Індивідуальна рапіра | Олексій Черемісинов · Росія (RUS)                                                        | Сон Son Юн-Кі · Південна Корея (KOR)                                                               | Едоардо Лупері · Італія (ITA)                                                            |
| Індивідуальна рапіра | Олексій Черемісинов · Росія (RUS)                                                        | Сон Son Юн-Кі · Південна Корея (KOR)                                                               | Даніель Ґароццо · Італія (ITA)                                                           |
| Командна шпага       | Франція (FRA) · Александре Блазик · Яннік Борел · Алекс Фава · Даніель Джерент           | Китай (CHN) · Чен Ядон · Дон Чао · Цзян Ченян · Лі Хуа                                             | Казахстан (KAZ) · Дмитро Алексанін · Ельмір Алімжанов · Дмитро Грязнов · Руслан Курбанов |
| Командна шабля       | Росія (RUS) · Каміль Ібрагімов · Микола Ковальов · Микита Проскура · Веніамін Решетніков | Італія (ITA) · Франческо Дарміенто · Луїджі Анжело Міраччо · Массіміліано Муроло · Ріккардо Нуччіо | Франція (FRA) · Фаб'єн Баллорка · Трістан Лоренс · Ромейн Мірамон Чой · Артур Затко      |
| Командна рапіра      | Росія (RUS) · Артур Ахматхузін · Олексій Черемісинов · Ренал Ганєєв · Олексій Хованський | Італія (ITA) · Тобіа Біондо · Алессіо Фоконі · Даніеле Гароццо · Едоардо Лупері                    | Франція (FRA) · Беноїт Джурнет · Енцо Лефорт · Вінсент Сімон · Джин-Пуль Тоні Геліссей   |

### Жінки
| Event                | Золото                                                                                 | Срібло                                                                                            | Бронза                                                                                        |
| -------------------- | -------------------------------------------------------------------------------------- | ------------------------------------------------------------------------------------------------- | --------------------------------------------------------------------------------------------- |
| Індивідуальна шпага  | Сін А-Лам · Південна Корея (KOR)                                                       | Сун Івен · Китай (CHN)                                                                            | Марі-Флоренс Кандассамі · Франція (FRA)                                                       |
| Індивідуальна шпага  | Сін А-Лам · Південна Корея (KOR)                                                       | Сун Івен · Китай (CHN)                                                                            | Сімона Поп · Румунія (ROU)                                                                    |
| Індивідуальна шабля  | Ольга Харлан · Україна (UKR)                                                           | Кім Джі Йон · Південна Корея (KOR)                                                                | Катерина Дяченко · Росія (RUS)                                                                |
| Індивідуальна шабля  | Ольга Харлан · Україна (UKR)                                                           | Кім Джі Йон · Південна Корея (KOR)                                                                | Галина Пундик · Україна (UKR)                                                                 |
| Індивідуальна рапіра | Інна Дериглазова · Росія (RUS)                                                         | Лариса Коробейнікова · Росія (RUS)                                                                | Алісе Волпі · Італія (ITA)                                                                    |
| Індивідуальна рапіра | Інна Дериглазова · Росія (RUS)                                                         | Лариса Коробейнікова · Росія (RUS)                                                                | Діана Яковлева · Росія (RUS)                                                                  |
| Командна шпага       | Франція (FRA) · Марі-Флоренс Кандассамі · Жозефін Кокуїн · Ораян Малло · Лорен Рембі   | Південна Корея (KOR) · Чой Юн-Сун · Чой Ін-Джон · Син А-Лам ·                                     | Україна (UKR) · Анастасія Івченко · Олена Кривицька · Ксенія Пантелєєва · Анфіса Почкалова    |
| Командна шабля       | Південна Корея (KOR) · Кім Джі Йон · Лі Ра-Джін · Лі Ву-Рі                             | Італія (ITA) · Бенедетті Балдіні · Мартіна Петраґлія · Лукреція Сінаґаґлія · Лорета Марія Ґулотта | Росія (RUS) · Катерина Дяченко · Яна Єгорян · Діна Галякбарова · Юлія Гаврилова               |
| Командна рапіра      | Росія (RUS) · Юлія Бірюкова · Інна Дериглазова · Лариса Коробейнікова · Діана Яковлева | Італія (ITA) · Валентіна де Костанцо · Франческа Палубо · Алісе Волпі · Мартіна Батіні            | Польща (POL) · Марта Личбінська · Моніка Палішевська · Емілія Ригілська · Мартина Синорадзька |